# 조지 워싱턴의 치아

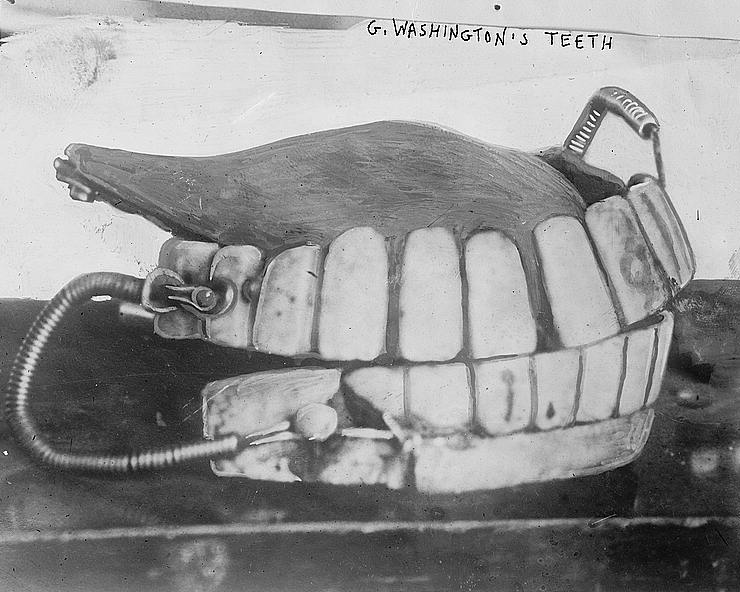
조지 워싱턴의 틀니, 1910년

미국의 초대 대통령인 조지 워싱턴은 취임할 무렵에 치아를 하나만 남기고 모두 잃었으며, 평생 동안 적어도 네 세트의 의치를 사용했다. 황동, 납, 금, 동물의 이빨, 그리고 사람의 이빨로 만들어졌으며, 아마도 마운트 버넌에 거주하던 노예에게서 추출했을 수 있는 이 의치들은 주로 조지 워싱턴의 치과 의사였던 존 그린우드가 만들고 관리했다.

## 자연 치아
1756년, 워싱턴이 24세였을 때, 한 치과 의사가 그의 첫 번째 치아를 뽑았다. 그의 일기에 따르면, 그는 치아 발치에 대해 "닥터 왓슨"에게 5 실링 (£0.25)을 지불했다. 그의 일기에는 또한 치통과 치아 상실과 같은 문제들이 정기적으로 언급되었다. 존 애덤스는 워싱턴이 자신의 치아 상실을 호두를 깨는 데 사용했기 때문이라고 말했다고 언급했지만, 현대 역사가들은 워싱턴이 천연두 치료를 위해 투여받았던 염화수은(I)의 광물 형태인 칼로멜이 치아 상실에 기여했을 가능성이 있다고 제안했다.
1789년 4월 30일, 첫 대통령 취임식 당일, 그는 대부분 의치를 착용하고 있었지만, 남아있는 자연 치아는 앞어금니 하나뿐이었다. 같은 해에 그는 전체 의치를 착용하기 시작했다.
워싱턴의 마지막 치아는 그의 치과 의사인 존 그린우드에게 선물과 기념품으로 주어졌다.

## 의치

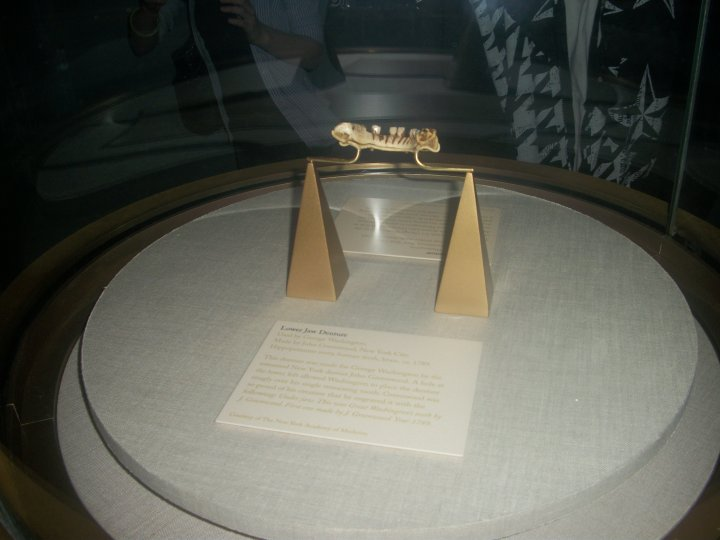
2010년 마운트 버넌에 전시된 워싱턴 틀니 중 한 세트의 아래쪽 판

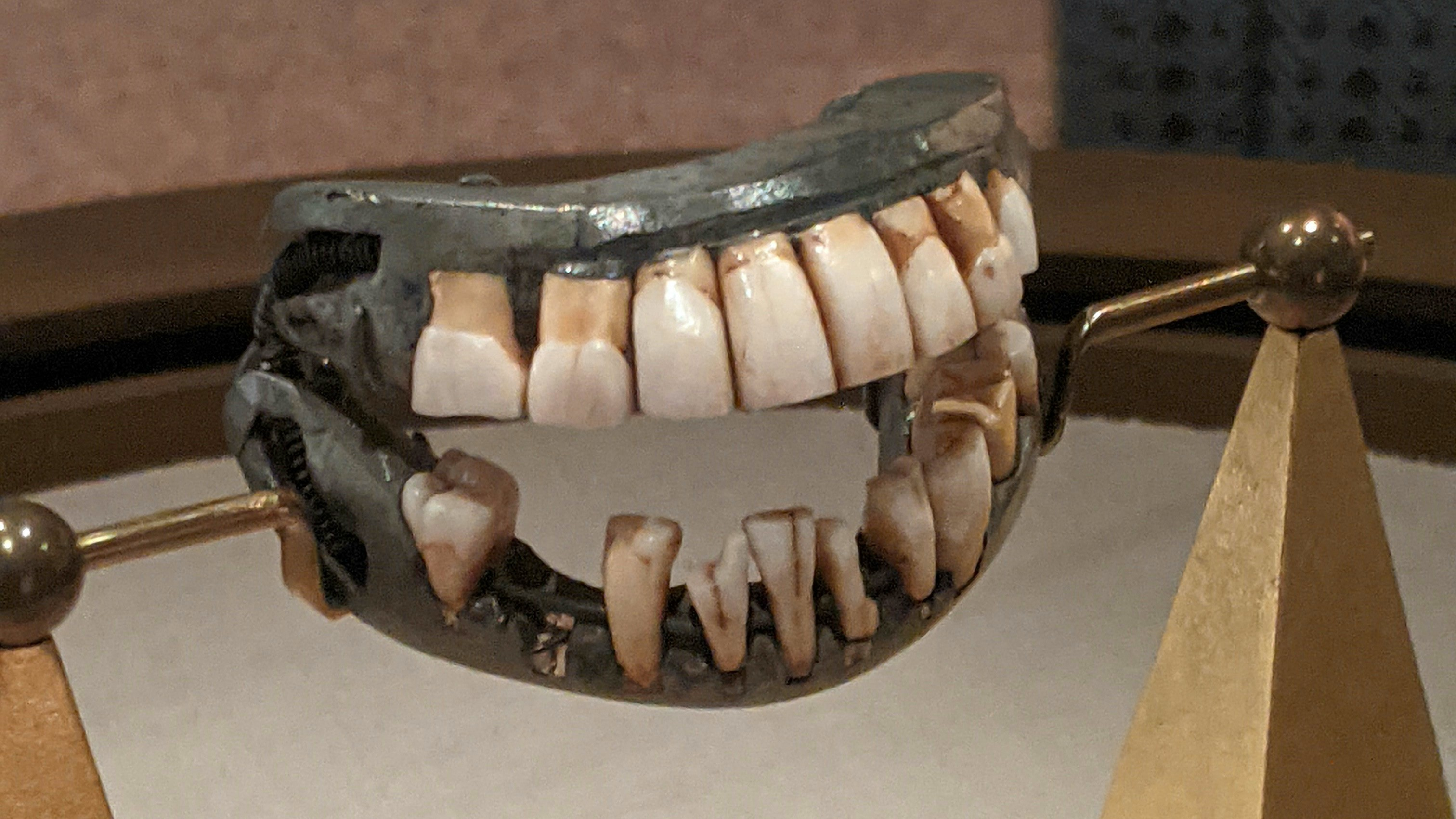
2021년에 전시된 워싱턴의 또 다른 틀니 세트

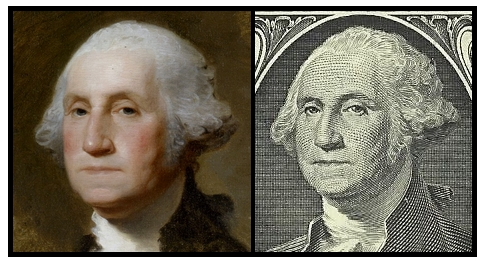
아테나이움 초상화와 미국 1달러 지폐에 나타난 워싱턴의 얼굴

평생 동안 조지 워싱턴은 네 세트의 의치를 사용했다. 그는 1781년까지 부분 의치를 착용하기 시작했다. 많은 사람들이 나무로 만들어졌다고 믿었음에도 불구하고, 그 의치에는 나무가 전혀 포함되어 있지 않았으며, 종종 노예와 다른 재료(하마 상아, 황동, 금 포함)에서 추출한 이빨로 만들어졌다. 의치에는 금속 잠금 장치, 열리도록 강제하는 스프링, 그리고 함께 고정하는 볼트가 있었다.
마운트 버넌의 기록에 따르면 워싱턴은 노예들에게서 치아를 샀다. 이 치아들은 프랑스 치과 의사 장 피에르 르 마외르의 치과 진료에 사용될 목적으로 보였다. 이 치아들이 워싱턴 본인에게 사용되었는지는 알려지지 않았다. 서구 세계의 빈곤층은 중세 이후로 돈을 벌기 위한 수단으로 치아를 팔았으며, 이는 의치나 임플란트로 사용되어 재정적 여유가 있는 사람들에게 팔렸다.
미국 독립 전쟁 동안, 장 피에르 르 마외르는 치아 이식 서비스를 제공했다. 1784년 5월, 워싱턴은 몇몇 익명의 노예들에게 프랑스 의사가 이식할 총 9개의 치아에 대해 122실링 (£6.10)을 지불했는데, 이 의사는 이후 몇 년간 농장에서 자주 방문하는 손님이 되었다.
이 구매된 치아들이 워싱턴 자신을 위한 것이었는지는 확인되지 않았지만, 그가 지불했다는 사실과 그의 전시 서기 리처드 바릭에게 보낸 편지의 "나는 이식의 효능에 대한 나의 믿음이 흔들렸음을 고백한다"는 언급은 그것들이 실제로 그를 위해 사용되었음을 시사한다. 워싱턴은 그의 외모를 개선하기 위해 노예들에게서 얻은 치아를 사용했는데, 이는 그에게 자주 불편함을 주는 문제였다. 그러나 마운트 버넌 사적지의 학자들은 워싱턴의 장부 기록에 "르 마외르를 위한 계정으로" 구매되었다고 명시되어 있기 때문에 이를 반박한다. "만약 워싱턴이 자신을 위해 치아를 구매했다면, 이 정보는 필요 없었을 것이다. 기록에는 워싱턴이 가금류, 야생 동물, 물고기, 정원 농산물을 노예 개인으로부터 구매했을 때처럼 단순히 항목과 지불만 기록되었을 것이다." 따라서 워싱턴이 노예나 다른 사람들에게서 구매한 치아를 개인적으로 사용했는지는 여전히 알려지지 않았다.
그는 치과 의사 존 그린우드가 그를 위해 만든 상아, 황동, 금으로 된 특별한 틀니를 착용하고 취임 선서를 했다. 그의 일기에 따르면, 워싱턴의 틀니는 그의 입을 변형시키고 종종 통증을 유발하여, 그로 인해 아편 팅크를 복용했다. 워싱턴은 한때 그의 입술이 비정상적으로 "튀어나올" 것이라고 썼다. 이러한 변형은 아테나이움 초상화, 1796년 길버트 스튜어트가 그린 미완성 그림에서 가져온 1달러 지폐의 그의 이미지에서 두드러진다.
워싱턴은 한때 그의 치과 의사 그린우드에게 "지금보다 입술을 조금이라도 더 내밀게 하지 않을" 틀니를 수정하지 말라고 편지를 썼는데, "지금도 너무 많이 내밀고 있다"고 덧붙였다.
의치로 인한 변형 외에도, 그가 재임 중 그려진 많은 초상화에서도 고뇌가 명백히 드러날 수 있다. 그는 틀니를 관리하기 위해 끊임없이 노력했고, 종종 수리를 위해 그린우드에게 틀니를 보냈다.
워싱턴의 틀니가 나무로 만들어졌다는 잘못된 믿음은 19세기 역사가들에게 널리 받아들여졌고, 20세기까지도 학교 교과서에 사실로 실렸다. 이 신화의 가능한 기원은 상아 이빨이 빠르게 착색되어 관찰자들에게 나무처럼 보였을 수 있다는 것이다. 1798년 그린우드가 워싱턴에게 보낸 편지에는 더 철저한 세척을 권고하며 "필라델피아에서 보내주신 세트 ... 아주 검었더군요 ... 포르투 포도주가 시큼해서 모든 광택을 벗겨냅니다"라고 적혀 있다.
워싱턴의 유일하게 남아있는 완전한 틀니 세트는 페어팩스군에 있는 조지 워싱턴의 저택을 소유하고 운영하는 마운트 버넌 숙녀회가 소유하고 있다. 볼티모어, 메릴랜드에 있는 국립 치과 박물관에는 1795년으로 추정되는 또 다른 완전한 원본 하악 틀니가 있다.

## 치과 의사

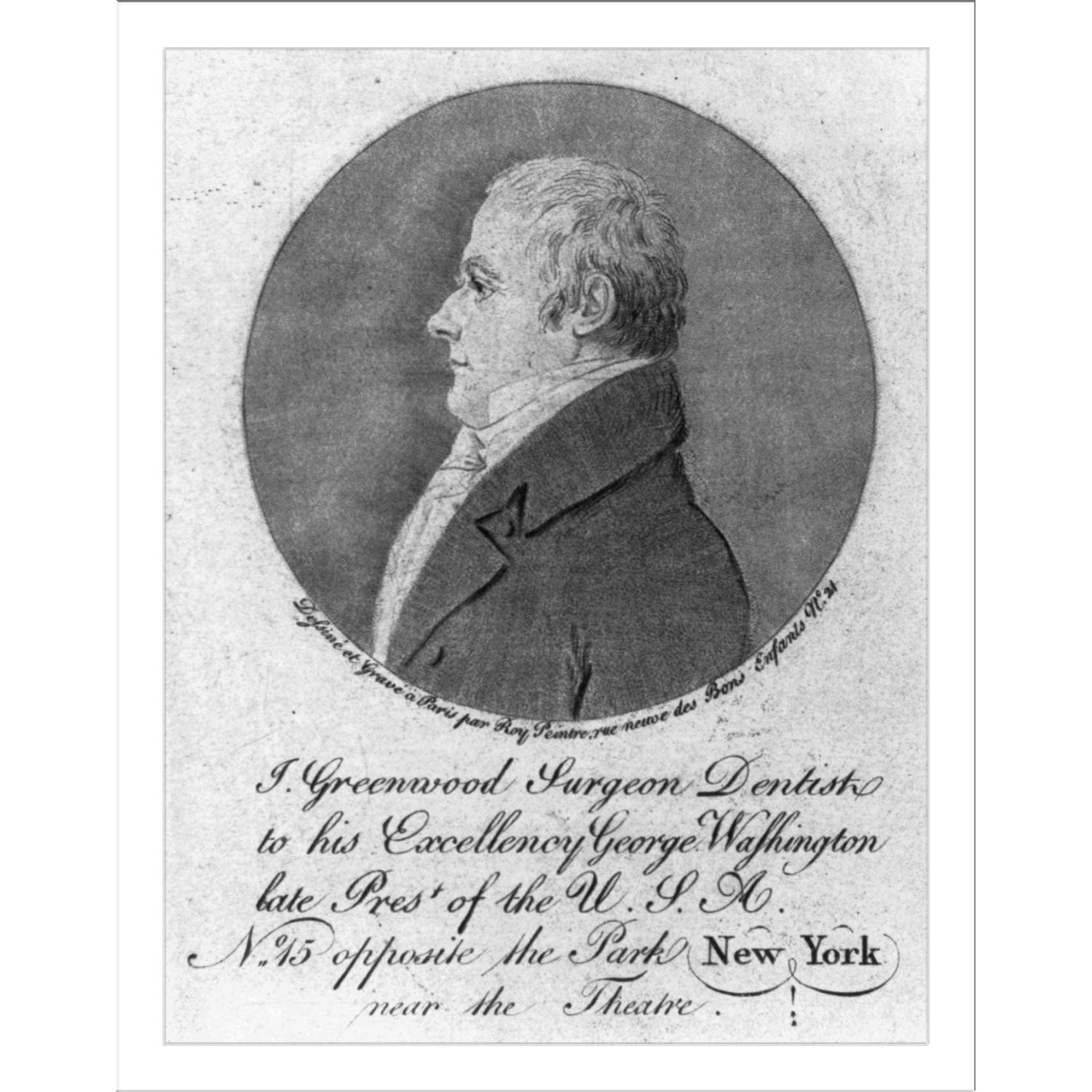
워싱턴의 치과 의사 중 한 명인 존 그린우드

워싱턴의 치과 의사 중 최소 세 명이 확인되었다. 그의 일기에는 그의 첫 치아를 뽑은 치과 의사인 "닥터 왓슨"이 언급되어 있다. 그의 개인 치과 의사이자 친구는 장-피에르 르 마외르였다. 뉴욕시의 존 그린우드는 그의 의치를 만들고 관리했다.

## 내용주
1. ↑  스미소니언 협회는 "초상화—조지 워싱턴: 국가적 보물"에서 다음과 같이 말한다.
인용 틀이 비었음 (도움말)

스튜어트는 아테나이움 포즈를 선호했으며, 시선을 제외하고는 랜스다운 그림에도 같은 포즈를 사용했다.[14]